# 萊弗靈 (密歇根州)
萊弗靈（英語：Levering）是位於美國密歇根州埃米特縣的一個普查規定居民點。

## 人口
根據2020年美國人口普查的數據，萊弗靈的面積為1.13平方千米，當中陸地面積為1.13平方千米，而水域面積為0.00平方千米。當地共有人口176人，而人口密度為每平方千米155.75人。